# Praroman
Praroman (toponimo francese; in tedesco Perroman, desueto) è una frazione di 1 165 abitanti del comune svizzero di Le Mouret, nel Canton Friburgo (distretto della Sarine).

## Storia

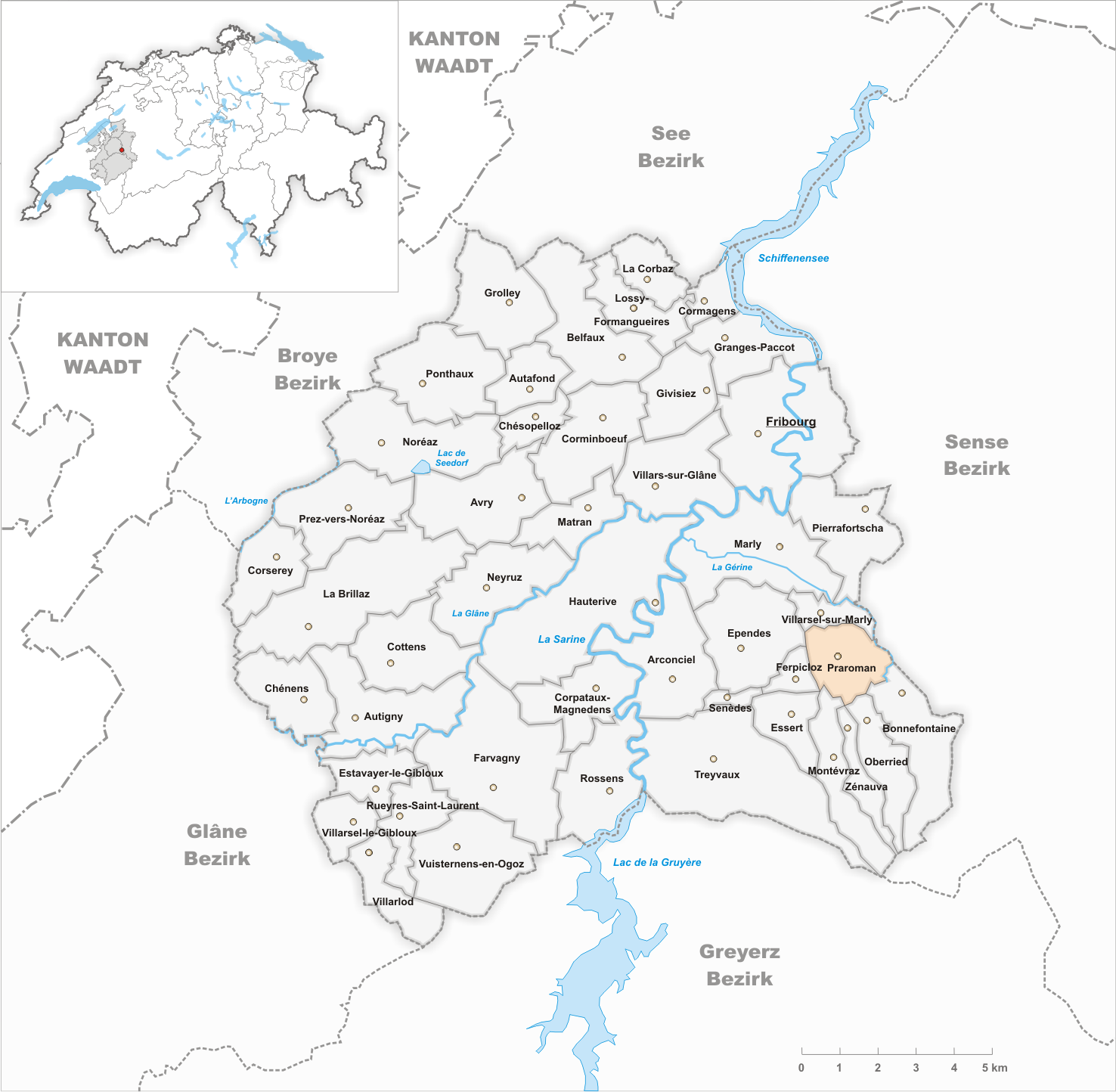
Il territorio del comune di Praroman prima degli accorpamenti comunali del 2003

Già comune autonomo che comprendeva anche le frazioni di Le Mouret e Le Pafuet, il 1º gennaio 2003 è stato accorpato agli altri comuni soppressi di Bonnefontaine, Essert, Montévraz, Oberried e Zénauva per formare il nuovo comune di Le Mouret.

## Monumenti e luoghi d'interesse
- Cappella cattolica di San Lorenzo, attestata da 1391 e ricostruita nel 1637-1639[1].

## Società

### Evoluzione demografica
L'evoluzione demografica è riportata nella seguente tabella:
Abitanti censiti

## Amministrazione
Ogni famiglia originaria del luogo fa parte del comune patriziale che ha la responsabilità della manutenzione di ogni bene comune.